# 二張犁
二張犁，又寫為二張犂，是臺灣苗栗縣後龍鎮的一個傳統地域名稱，也是全鎮少數以客家人為主的聚落，位於該鎮東部。相較於今日行政區，其範圍大致與豐富里相近。

## 歷史
台灣清治末期至日治初期，二張犁地區為一街庄，稱為「二張犁庄」，隸屬於苗栗一堡。該庄北與新港庄為鄰，東北及東與外獅潭庄為鄰，南邊隔後龍溪與嘉盛庄、田藔庄為界，西邊為後壠庄。
1901年（日治明治三十四年）11月，全台廢縣廳改設二十廳，該庄隸屬於苗栗廳。1909年（明治四十二年）10月，合併二十廳為十二廳，該庄改隸屬於新竹廳。1920年（大正九年），廢十二廳改設五州二廳，該庄改制為「二張犁」大字，隸屬於新竹州竹南郡後龍庄。
戰後後龍庄改制為後龍鄉，隸屬於新竹縣，大字亦改制為村。1950年桃、竹、苗分治，後龍鄉改隸屬於苗栗縣。1951年，後龍鄉升格為後龍鎮，村改制為里。

## 聚落
本地區發展較早的聚落為二張犁，在日治期初期的官方地圖上已有記載。此外，本地區尚有下莊仔、北勢、大埔園等聚落。

## 交通
高鐵路線大致以東北東—西南西走向經過二張犁地區西北部，並於西北部邊界外不遠處設有苗栗車站，由此可快速前往高鐵南北各站。該站週邊地區劃為「高速鐵路苗栗車站特定區」，範圍包括新港地區東南部、二張犁地區西大半部、外獅潭地區西北端一小部分。
台鐵山線大致以東北—西南走向轉北北東—南南西走向經過本地區中部偏西地帶，於北部邊界外不遠處設有豐富車站，屬簡易站，僅停靠區間車。豐富車站站體原本位於本地區境內，為配合高鐵苗栗車站通車，已將站體北移至新港地區高鐵站旁以利轉乘。
省道台13甲線（造豐路）是竹南至苗栗的幹道，也是省道台13線的舊路，大致以北北東—南南西走向經過本地區中部。由該道路向北北東可前往造橋、竹南、香山內湖並止於省道台1線路口，向南南西可前往苗栗田寮並止於省道台6線路口。
省道台72線是「東西向快速公路－後龍汶水線」，俗稱「後汶快速公路」，大致以西北西—東南東走向轉西北—東南走向經過本地區南部後龍溪沿岸地帶。由該道路向西北西可前往後龍並止於省道台1線路口，向東南轉南可前往公館、汶水並止於省道台3線路口。
縣道126號（新港路）是後龍外埔至獅潭永興的道路，大致以西北西—東南東走向經過本地區西北部。由該道路向西北西可前往後龍市區、砂崙湖、水尾子、外埔並止於外埔大排南岸道路，向東南東轉南可前往頭屋，再轉東可前往老田寮、獅潭並止於省道台3線路口。
鄉道苗6線（新港三路）是後壁園至豐富的道路，其東側端點位於本地區北部富田國小北側的省道台13甲線路口。由此向西偏北轉西北出境後，經客家圓樓後再度入境，經英才書院後轉西再度出境，轉西北西可前往社腳、後壁園並止於省道台1線路口。
鄉道苗13線（新港路）是埔頂至新港大橋的道路，其南側端點位於本地區西部邊界處的縣道126號路口。由此向北可前往新港、中庄、竹篙坪並止於省道台1線路口。

## 教育
- 富田國小

## 景點
- 苗栗客家圓樓（部分）